# Дулут (озеро)
Дулу́т — перед-льодовикове озеро яке утворилось в західній частині басейну озера Верхнього, після відступу Лаврентійського льодовикового щита 11 000 років тому. Після сходження льодовика з півострова Ківіно озера Дулут і Мінонг об'єднались.